# Oxysarcodexia edwardsi
Oxysarcodexia edwardsi är en tvåvingeart som beskrevs av Guilherme A.M.Lopes 1946. Oxysarcodexia edwardsi ingår i släktet Oxysarcodexia och familjen köttflugor.
Artens utbredningsområde är Colombia. Inga underarter finns listade i Catalogue of Life.